# Anders Eriksson (calciatore)
Anders Eriksson (Mariehamn, 19 aprile 1965) è un ex calciatore finlandese, di ruolo difensore.

## Carriera

### Club
Eriksson cominciò la carriera con la maglia del Mariehamn. Passò poi allo Jaro, prima di tornare ancora al Mariehamn e per giocare poi nuovamente allo Jaro. Nel 1990, fu in forza al KPV. Seguì quindi un biennio al RoPS, prima di essere ingaggiato dai norvegesi del Bryne. Militò poi nel Lyn Oslo, venendo successivamente messo sotto contratto dagli svedesi dello Öster. Conclusa quest'esperienza, tornò in patria per giocare all'Inter Turku, per poi chiudere la carriera al Mariehamn.

### Nazionale
Conta 16 partite e una rete per la Finlandia.

## Palmarès

### Giocatore

#### Competizioni nazionali
- Ykkönen: 1

Jaro: 1988